# 福田町 (静岡県)
福田町（ふくでちょう）は、かつて静岡県に存在した町。2005年（平成17年）4月1日、磐田市・磐田郡豊田町・竜洋町・豊岡村と合併し、改めて磐田市が発足したことで、福田町は廃止された。遠州中部に位置していた。

## 隣接していた自治体
- 磐田市
- 磐田郡浅羽町

## 沿革

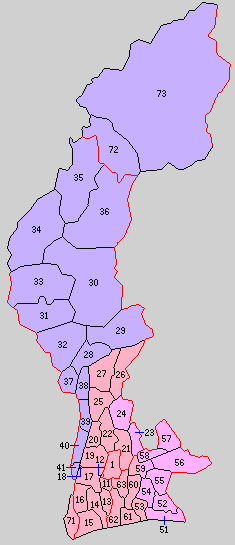
磐田地域の町村制施行時の町村。61が福島村。(53.豊浜村 60.御厨村 62.於保村 63.西貝村)

- 1876年（明治9年） - 山名郡大原村・中野村、豊田郡豊浜村新設。
- 1889年（明治22年）4月1日 - 山名郡福島村新設。山名郡御厨村・於保村（大原村などが合併）新設。豊田郡豊浜村と山名郡中野村が新設合併し山名郡豊浜村となる。
- 1894年（明治27年）7月1日 - 山名郡御厨村から8字が分離し南御厨村発足。
- 1896年（明治29年）4月1日 - 山名郡・豊田郡が磐田郡に編入。
- 1926年（大正15年）10月31日 - 福島村が町制施行し、福田町に改称。
- 1955年（昭和30年）
  - 1月1日 - 南御厨村が分割され、福田町は大字南島・小島・蛭池を編入。残部は磐田市に編入。
  - 3月31日 - 福田町が磐田郡豊浜村と新設合併し改めて福田町発足。
- 1957年（昭和32年）9月1日 - 於保村が分割され、福田町は大字五十子・大原(一部)・南田・一色・塩新田・太郎馬新田・清庵新田を編入。残部は磐田市へ編入。
- 2005年（平成17年）4月1日 - 福田町や磐田市等が新設合併により消滅、50年の歴史に幕を閉じた。改めて磐田市が発足。

## 産業

### 農業
- 温室メロン

### 漁業
- シラス （福田漁港）

### 生産業
- コーデュロイ （全国シェアは90%以上[1]、地元ブランド名“ソルブレベコ”）

## 友好都市
- 長野県上伊那郡長谷村（現・伊那市。1984年8月1日締結。）

## 教育

### 幼稚園
- 福田町立東幼稚園
- 福田町立中幼稚園
- 福田町立西南幼稚園
- 福田町立ひまわり幼稚園

### 保育園
- 福田町立第一保育所
- 福田町立第二保育所

### 小学校
- 磐田市立福田小学校
- 磐田市立豊浜小学校

### 中学校
- 福田町立福田中学校

## 交通

### 路線バス
- 遠州鉄道（遠鉄バス）
- エコバス（自主バス・福田町営バス）
- 磐南バス（自主バス・磐田市営バス）
- メローバス（自主バス・浅羽町営バス）

### 道路
一般国道
国道150号
主要地方道
静岡県道43号磐田福田線
一般県道
静岡県道255号中野諸井線
静岡県道258号豊浜磐田線
静岡県道376号浜松御前崎自転車道線

## 防災行政無線
福田町では毎日定時に防災行政無線を流している。メロディは1年を通じて同じものを使用し、今までに変更されたことはない。この防災行政無線の最大の特徴は、福田町内のみで流しているものであり近隣の自治体では一切流れない点である。なお、2005年4月1日に磐田市に編入されてからも福田地区だけは依然としてこの防災行政無線を流している。防災行政無線の管理は磐田市役所福田支所内で行われており、定時00分00秒からおおむね20秒程度後にメロディが流れ始める（スピーカー直下で検証済）。現在は、正午と午後6時のチャイムが磐田市の市歌である「ふるさといわた」に変更されている。
過去のチャイム
- 午前7時－ウェストミンスターの鐘
- 正午－恋はみずいろ
- 午後6時－グリーンスリーヴス